# Veletín
Veletín je vesnice, část města Sedlec-Prčice v okrese Příbram ve Středočeském kraji. Nachází se asi 4,5 kilometru západně od Sedlce. Kolem Koblásky a Buckovny protéká Novodvorský potok, k němuž se u Myslivny připojuje místní přítok ze samotného Veletína. V roce 2011 zde trvale žilo dvacet obyvatel.
Veletín je také název katastrálního území o rozloze 2,67 km². K Veletínu patří též samoty či vzdálenější usedlosti Buckovna (půl kilometru severoseverozápadně od Veletína), Myslivna (půl kilometru severovýchodně od Veletína) a Kobláska (0,4 kilometru východně od Veletína).

## Historie
První písemná zmínka o vesnici pochází z roku 1291. Během 19. a 20. století byl obci výrazný úbytek obyvatel - viz tabulka.

## Obyvatelstvo
| Rok            | 1869 | 1880 | 1890 | 1900 | 1910 | 1921 | 1930 | 1950 | 1961 | 1970 | 1980 | 1991 | 2001 | 2011 | 2021 |
| -------------- | ---- | ---- | ---- | ---- | ---- | ---- | ---- | ---- | ---- | ---- | ---- | ---- | ---- | ---- | ---- |
| Počet obyvatel | 156  | 145  | 133  | 127  | 118  | 98   | 92   | 82   | 70   | 64   | 46   | 27   | 20   | 20   | 33   |
| Počet domů     | 19   | 20   | 21   | 21   | 22   | 22   | 22   | 21   | 21   | 16   | 14   | 16   | 16   | 17   | 19   |

## Obecní správa
Při sčítání lidu v letech 1850–1960 Veletín byl samostatnou obcí, se kterým patřil nejprve do okresu Sedlčany, ale od roku 1960 v okrese Benešov. Od 12. června 1960 do 31. prosince 1979 byl částí obce Kvasejovice v okrese Benešov. Od 1. ledna 1980 je částí města Sedlec-Prčice v okrese Benešov. Od 1. ledna 2007 vesnice přešla spolu s městem Sedlec-Prčice z okresu Benešov do okresu Příbram.

## Doprava
Do Veletína vede místní silnice, která ve vzdálenosti 1 km východně navazuje na silnici II/121 spojující Votice a Milevsko. Na jih z Veletína vychází silnička do Vratkova a Chválova, ležících západně. Od Koblásky přes Myslivnu vede silnička k severozápadu mezi Matějov a Nové Dvory.
Přímo do Veletína zajíždějí (stav 2010) pouze dva páry autobusových spojů (linka SID D63) v pracovní dny, které ves spojují se Sedlcem, ranní spoj jede až z Votic a odpolední do Votic. V zastávce „Sedlec-Prčice, Veletín, rozc.“) na silnici II/121 kilometr východně od vsi zastavuje i několik málo spojů na linkách Příbram – Tábor (roku 2010 v pracovní dny 1 pár spojů na lince SID Veolia Transport D13 a denně 1 pár spojů na lince 304110 Commet Plus).
Přes Veletín vede západovýchodním směrem modře značená pěší turistická trasa od Chválova a Vratkova směrem na Sušetice a Sedlec. Od severozápadu k jihovýchodu ji křižuje červeně značená trasa od Jesenice a Matějova směrem na Javorovou skálu.
Přes Veletín prochází západovýchodním směrem cyklistická trasa 0074, která se východně od vsi křižuje s trasou 1154 vedoucí po silnici II/121.

## Pamětihodnosti
- Stodoly u čp. 2 a 8

## Osobnosti
Rodákem z Veletína byl překladatel a básník Jaroslav Kabíček (11. listopadu 1931 Veletín – 2. února 1996 Praha). Po maturitě na táborském gymnáziu vystudoval český jazyk na pražské filosofické fakultě. Ceněné jsou jeho překlady z ruštiny, ukrajinštiny, tatarštiny, srbochorvatštiny, makedonštiny a francouzštiny.
Kabíčkův spolužák, rusista Václav Daněk, zanechal vzpomínku na severskou přírodu Veletína. "(Kabíček) pocházel z malé, někde za Sudoměřicemi zastrčené vesničky, kde jsem poprvé v životě viděl jinovatku na selské duchně, když jsme se tam spolu po lednové noci do rána probudili. Bylo to v druhé polovině padesátých let, ve sněhu za humny jsme rozpoznali liščí stopy, a sedláci tam pořád ještě nechvátali do JZD." 